# Chondrophellia coronata
Chondrophellia coronata är en havsanemonart som först beskrevs av Addison Emery Verrill 1883.  Chondrophellia coronata ingår i släktet Chondrophellia och familjen Hormathiidae. Inga underarter finns listade i Catalogue of Life.